# MSM7000
MSM7000，是由美國高通公司推出的一套芯片組系列，屬於Snapdragon芯片組系列。該芯片組系列用在所有掌上型設備上，特別針對智能手機。這些芯片組（SOCs）可以擁有多個處理器核心，但與同時期的其他芯片組(比如AMD的Athlon/Phenom系列和Intel的Core系列)所不同的是，它們的處理器核心是負責不同的任務，當一個設備使用的是MSM7000系列的芯片組時，在操作系統運行應用程序是不具備对称多处理机制能力的，它們只能使用其中一個負責應用程序的核心來運行操作系統和應用程序。一般情況下，MSM7000系列芯片組擁有以下核心，負責處理不同的任務：

- 應用程序核心：架構ARM1136EJ-S，負責運行操作系統和應用程序，比如運行Windows、Linux等操作系統。
- 應用程序數字信號處理器（Applications DSP）：QDSP5000，可以解碼、反解碼數字影片等。
- 基带核心（Baseband processor）：指令集ARM9，負責系統底層和GSM網絡等。
- 基帶數字信號處理器（Baseband DSP）：QDSP4000，負責設備的通話信號等。

在MSM7000系列的芯片組中都帶有一些其他的硬件和驅動，比如硬件方面有2DGPU、3D(OpenGL ES 1.1)GPU或者媒體解碼芯片(視頻解碼)，驅動包含鍵盤、顯示屏、 觸摸屏驅動、USB、相機、電視等等，它們還包含一些其他的控制器，比如AXI controller和一些內存控制器單元。
MSM7000系列芯片組被許多廠商寬泛用在它們的智能手機產品中，比如HTC、索尼愛立信、LG、三星電子及Zeebo。

## MSM7200, MSM7201, MSM7200A, MSM7201A
可以參考Qualcomm page （页面存档备份，存于）。末尾帶“A”的芯片組型號比沒有帶“A”的型號擁有更高的性能和處理器主頻 ，7201系列又比7200系列多了一個收音機芯片，多了收音機功能。
目前主要有以下主流設備使用這些芯片組產品：

- MSM7201 528MHz 90nm[2]：
Palm Treo Pro、Pharos Traveler 117、Pharos Traveler 127

- MSM7201A 528MHz 65nm[3]：
HTC Dream、HTC Magic、HTC Diamond、T-Mobile Comet US(Huawei Ideos U8150)、HTC Touch Pro

- MSM7200A 528MHz 90nm[4]：
HTC Magic、HTC Hero GSM、Motorola CLIQ、Motorola CLIQ XT、Motorola Backflip、Samsung i7500 Galaxy、T-Mobile Pulse UK

## MSM752msm5
該芯片組與MSM7200A芯片組的性能是一樣的，唯一的不同是該芯片組支持CDMA網絡。
主要有以下主流設備使用這些芯片組產品：

- MSM7525 528MHz 65nm[5]：
HTC Hero CDMA

## MSM7625
華為Ascend使用的就是MSM7625芯片組，該芯片組是MSM7225的CDMA版本，並且增加了一個DSP，加強了ARM11內核。但是該芯片組是沒有GPU和3D加速渲染技術。

## MSM7227
該芯片組系列支持 GSM 網絡，並且它們是屬於SnapdragonS1芯片組，該芯片組系列屬於增強系列，它們擁有OpenGL ES 2.0渲染引擎和高通的Adreno 200顯示芯片。主要有以下主流設備使用這些芯片組產品：
- MSM7227 600MHz (ARMv6)[7]：
 LG Optimus Me、Samsung Galaxy Fit、Samsung Galaxy Mini、Samsung Galaxy 551、LG Optimus Chic、ZTE Blade、HTC Legend、HTC Gratia、LG Optimus One P500 GSM、 ViewSonic ViewPad 7、Samsung Galaxy Europa、Sony Ericsson Xperia X8、HTC Aria、Palm Pixi GSM、OlivePad VT-100、HTC Wildfire S、Alcatel OT-99、Micromax A70、LG Optimus chat L-04C（日语：L-04C）、Huawei Pocket WiFi S II S41HW（日语：S41HW）

- MSM7227 Turbo 800MHz (ARMv6)[7] ：
Samsung Galaxy Gio、Samsung Galaxy Ace、LG Optimus Net、ZTE Skate、Huawei smart bar S42HW

## MSM7627
該芯片組是MSM7227的CDMA版本，它們支持CDMA2000網絡，同屬於Snapdragon芯片組系列，擁有OpenGL ES 2.0渲染引擎和全新的 Adreno 200顯示芯片。
主要有以下主流設備使用這些芯片組產品：

- MSM7627 600MHz[8]：
LG Optimus V CDMA、LG Cosmos Touch、LG VS740(Ally/Apex)、Kyocera Zio、Motorola Devour、Palm Pixi Plus、BlackBerry Curve 8500(8530 CDMA)、 Motorola ES400、Samsung Galaxy Prevail

## MSM7x30
該芯片組系列屬於1GHzSnapdragonS2芯片組，與MSM8255、8655系列的芯片組架構相同，其中MSM7230是GSM版本、MSM7630是CDMA版本。 
他們被設計為使用全新的蝎子應用程序內核（Scorpion applications processor core），並使用ARMv7指令集、ARM11架構，並且使用了新的QDSP6應用程序信號處理器來代替舊的QDSP5。而且它們還附帶了新的Adreno 205顯示芯片。
主要有以下主流設備使用這些芯片組產品：

- MSM7230 800MHz～1000MHz[9]：
Dell Smoke、Dell Flash、 HTC Desire Z、Acer Liquid Metal、T-Mobile G2、Huawei Ideos X5、HP Veer

- MSM7630 800MHz～1000MHz[10]：
HTC Evo Shift 4G、HTC Merge

## 外部連結
- 高通公司Snapdragon系列芯片組介紹 （页面存档备份，存于）